# Maz Jobrani
Maziyar 'Maz' Jobrani (Perzisch: مازیار جبرانی, Teheran, 26 februari 1972), ook bekend als Perzische Pink Panther, is een Iraans-Amerikaans acteur, filmproducent, scenarioschrijver en komiek.

## Biografie

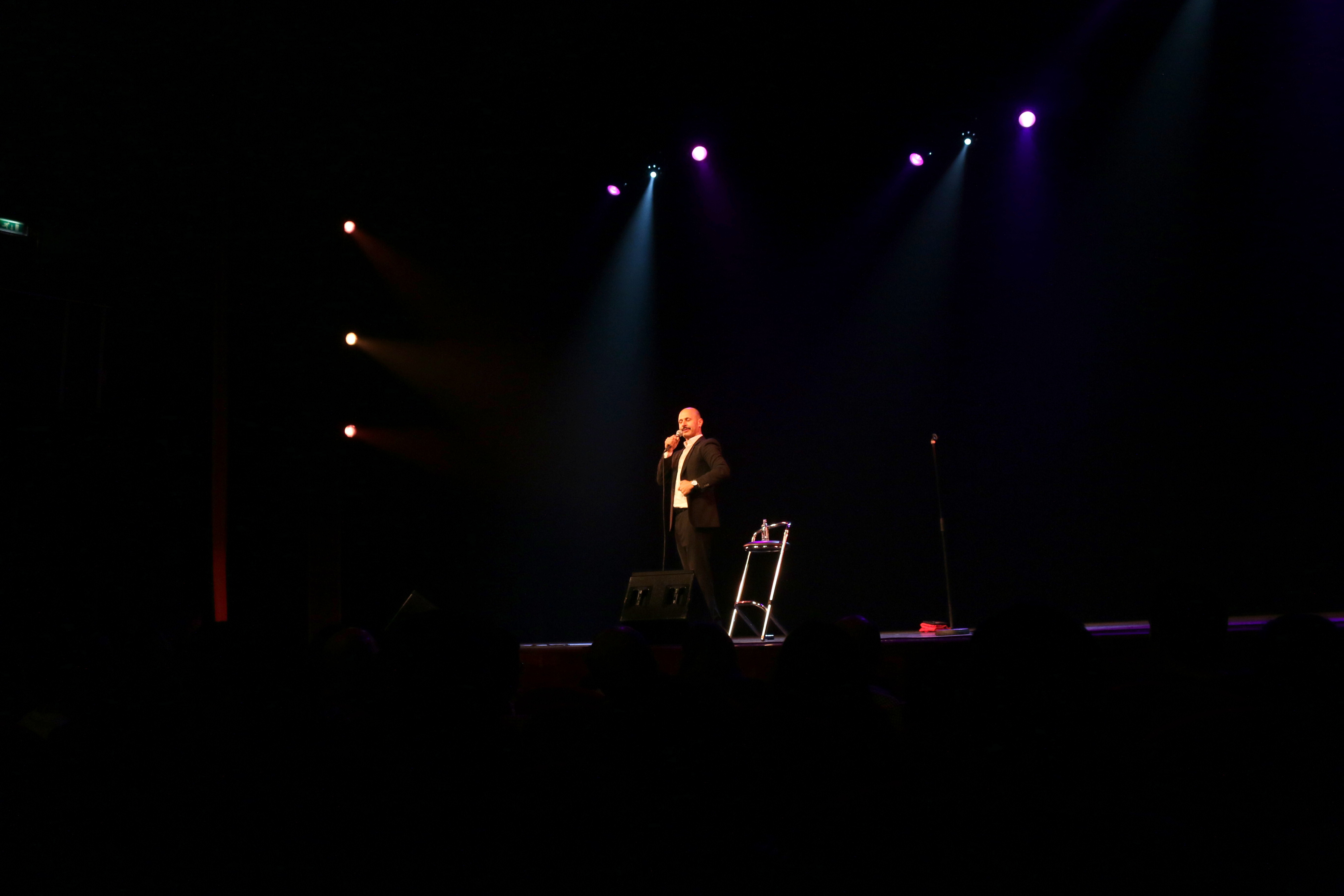
Jobrani in Amsterdam, theater De Meervaart in 2014

Jobrani, geboren in Iran, verhuisde met zijn familie op zesjarige leeftijd naar Californië en groeide op in Tiburon (Californië). Hij studeerde aan de Universiteit van Berkeley en behaalde daar een bachelorgraad in politicologie. Hierna volgde hij een studie aan de UCLA, maar hij besloot ermee te stoppen om zijn droom van acteur te verwezenlijken. Naast zijn acteerwerk in televisieseries en films trad hij ook op als komiek in onder andere The Tonight Show en The Colbert Report.
Jobrani is getrouwd met een Indiaans-Amerikaanse advocate, met wie hij een zoon en dochter heeft. Het paar woont in Californië.

## Filmografie
Uitgezonderd korte films.
- 2023 - The Devil Comes to Kansas City - als The Politico
- 2018 - A Simple Wedding - als oom Saman
- 2017 - The Female Brain - als dokter
- 2016 - Jimmy Vestvood: Amerikan Hero - als Jimmy Vestvood
- 2015 - Descendants - als Jafar
- 2014 - Sunken City – als Klug
- 2014 - Shirin in Love – als Mike
- 2013 - Paradise - als chauffeur in Vegas
- 2012 - Overnight – als Amir
- 2011 - David – als Ahmed
- 2008 - Mixed Nutz – als de artiest
- 2006 - Moonpie – als Eduardo
- 2005 - The Interpreter – als Mo
- 2004 - 13 Going on 30 – als Glenn
- 2003 - Mid Games – als advocaat van Jill
- 2002 - Friday After Next – als Moly
- 2002 - Bug – als de dokter
- 2002 - Maryam – als Reza
- 2002 - Dragonfly – als ziekenbroeder
- 2002 - The President's Man: A Line in the Sand – als Ali Faisal
- 2001 - The Medicine Show – als Dr. Michel
- 2001 - The Areola – als man van Cuppy

### Televisieseries
Uitgezonderd eenmalige gastrollen.
- 2024: Animal Control - als Alvin Lucas - 2 afl.
- 2018-2022: 16 Hudson - als Nima - 10 afl.
- 2017-2018: Superior Donuts - als Fawz - 34 afl.
- 2016: The Detour - als Gupta - 2 afl.
- 2013: We Are Men - als Vic - 2 afl.
- 2009: Better Off Ted – als Dr. Bhamba – 6 afl.
- 2008-2009: Rita Rocks – als Mr. Abir – 5 afl.
- 2007: The Knights of Prosperity – als Gourishankar Subramaniam – 13 afl.
- 2005: Life on a Stick – als Mr. Hut – 12 afl.
- 2002: 24 – als Marko Khatami – 2 afl.

### Filmproducent
- 2021 - The Young Turks - televisieserie - 1 afl.
- 2021 - Maz Jobrani: Pandemic Warrior - televisiespecial
- 2017 - Maz Jobrani: Immigrant - televisiespecial
- 2016 - Jimmy Vestvood: Amerikan Hero - film
- 2015 - Maz Jobrani: I'm Not a Terrorist, But I've Played One on TV - televisiespecial
- 2014 - Shirin in Live - film
- 2013 - Maz Jobrani: I Come in Peace - film
- 2011 - My Two Worlds – korte film
- 2009 - Maz Jobrani: Brown & Friendly – film
- 2008 - The Axis of Evil Comedy Tour – film
- 2007 - Equal Opportunity – film

### Scenarioschrijver
- 2023 - Maz Jobrani: The Birds & The Bees - televisiespecial
- 2021 - The Young Turks - televisieserie - 1 afl.
- 2021 - Red, White & Lou - film
- 2021 - Maz Jobrani: Pandemic Warrior - televisiespecial
- 2017 - Maz Jobrani: Immigrant - televisiespecial
- 2016 - Dads in Parks - televisieserie - 5 afl.
- 2016 - Jimmy Vestvood: Amerikan Hero - film
- 2015 - Maz Jobrani: I'm Not a Terrorist, But I've Played One on TV - televisiespecial
- 2013 - Maz Jobrani: I Come in Peace - film
- 2011 - My Two Worlds – korte film
- 2011 - Just for Laughs – televisieserie – 1 afl.
- 2009 - Maz Jobrani: Brown & Friendly – film